# Kepler-296 b
Kepler-296 b est une planète extrasolaire (exoplanète) confirmée en orbite autour de l'étoile Kepler-296.

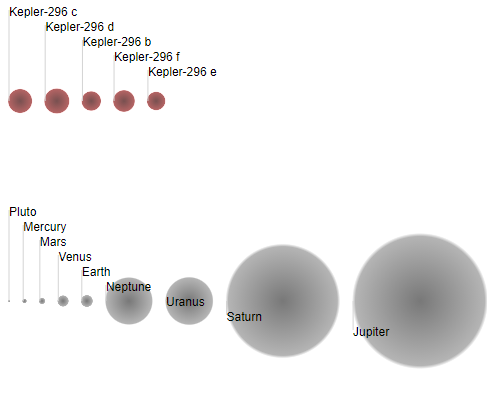
Une image représentative de la taille des différentes planètes du Système solaire et du système de Kepler-296

Détectée par le télescope spatial Kepler, sa découverte, par la méthode des transits, a été confirmée en 2015.